# Coprophanaeus
Coprophanaeus es un género de escarabajos de la familia Scarabaeidae.

## Especies
- Coprophanaeus abas (MacLeay, 1819)
- Coprophanaeus acrisius (MacLeay, 1819)
- Coprophanaeus bellicosus (Olivier, 1789)
- Coprophanaeus bonariensis (Gory, 1844)
- Coprophanaeus boucardi (Nevinson, 1891)
- Coprophanaeus callegarii Arnaud, 2002
- Coprophanaeus caroliae Edmonds, 2008
- Coprophanaeus cerberus (Harold, 1875)
- Coprophanaeus chiriquensis (Olsufieff, 1924)
- Coprophanaeus christophorowi (Olsufieff, 1924)
- Coprophanaeus conocephalus (Olsufieff, 1924)
- Coprophanaeus corythus (Harold, 1863)
- Coprophanaeus cyanescens (Olsufieff, 1924)
- Coprophanaeus dardanus (MacLeay, 1819)
- Coprophanaeus degallieri Arnaud, 1997
- Coprophanaeus ensifer (Germar, 1821)
- Coprophanaeus gamezi Arnaud, 2002
- Coprophanaeus gephyra Kohlmann & Solís, 2012
- Coprophanaeus gilli Arnaud, 1997
- Coprophanaeus horus (Waterhouse, 1891)
- Coprophanaeus ignecinctus (Felsche, 1909)
- Coprophanaeus jasius (Olivier, 1789)
- Coprophanaeus lancifer (Linnaeus, 1767)
- Coprophanaeus magnoi Arnaud, 2002
- Coprophanaeus milon (Blanchard, 1846)
- Coprophanaeus morenoi Arnaud, 1982
- Coprophanaeus ohausi (Felsche, 1911)
- Coprophanaeus parvulus (Olsufieff, 1924)
- Coprophanaeus pecki Howden & Young, 1981
- Coprophanaeus pertyi (Olsufieff, 1924)
- Coprophanaeus pessoai (Pereira, 1949)
- Coprophanaeus pluto (Harold, 1863)
- Coprophanaeus punctatus (Olsufieff, 1924)
- Coprophanaeus rigoutorum Arnaud, 2002
- Coprophanaeus saphirinus (Sturm, 1826)
- Coprophanaeus solisi Arnaud, 1997
- Coprophanaeus spitzi (Pessôa, 1934)
- Coprophanaeus suredai Arnaud, 1996
- Coprophanaeus telamon (Erichson, 1847)
- Coprophanaeus thalassinus (Perty, 1830)